# Testamentsvollstrecker
Der Testamentsvollstrecker ist im Deutschen Erbrecht die in der Regel vom Erblasser ernannte Person, die die letztwilligen Verfügungen des Erblassers zur Ausführung zu bringen hat. Die gesetzlichen Regelungen zur Testamentsvollstreckung finden sich in §§ 2197 ff. BGB.

## Gründe für die Anordnung
Gründe für die Anordnung der Testamentsvollstreckung können  z. B. sein
- die Absicherung des Willens des Erblassers (z. B. im Hinblick auf ein Vermächtnis oder eine Auflage),
- der Schutz der Erben vor sich selbst (z. B. bei Minderjährigen) und
- die Vereinfachung der Verwaltung und Teilung der Erbschaft (insbesondere bei mehreren, ggf. zerstrittenen oder nicht ortsansässigen Erben).

## Ernennung des Testamentsvollstreckers
Regelmäßig wird die Person des Testamentsvollstreckers vom Erblasser in seinem Testament oder einem Erbvertrag (§ 2197 Abs. 1 BGB) benannt. Alternativ kann der Testamentsvollstrecker auch durch einen vom Erblasser ermächtigten Dritten (§ 2198 Abs. 1 BGB) oder vom Nachlassgericht aufgrund eines entsprechenden Ersuchens des Erblassers im Testament (§ 2200 Abs. 1 BGB) bestimmt werden.
Das Amt des Testamentsvollstreckers beginnt erst mit dessen Annahme, die dem Nachlassgericht gegenüber zu erklären oder anderenfalls zu verweigern ist. Zur Übernahme des Amts eines Testamentsvollstreckers besteht keine Verpflichtung.

## Aufgaben des Testamentsvollstreckers
Hat der Erblasser nichts Besonderes bestimmt, soll der Testamentsvollstrecker die letztwilligen Verfügungen des Erblassers zur Ausführung bringen (§ 2203 BGB) und die Auseinandersetzung des Nachlasses betreiben (§ 2204 BGB). In diesem Fall wird der Testamentsvollstrecker als Abwicklungsvollstrecker bezeichnet. Der Erblasser kann nach Maßgabe der §§ 2208, § 2209 BGB dem Testamentsvollstrecker das Recht auf Auseinandersetzung entziehen oder beschränken. Die Auseinandersetzung erfolgt nach Gesetz, auch in dem Fall, in dem der Testamentsvollstrecker nach billigem Ermessen handeln darf. Im Regelfall werden den gesetzlichen Regelungen vorgehende letztwillige Verfügungen des Erblassers jedoch die Auseinandersetzung des Nachlasses bestimmen. Gleichgültig, ob die Auseinandersetzung nach Gesetz oder entsprechend letztwilliger Verfügungen zu erfolgen hat, hat der Testamentsvollstrecker einen Auseinandersetzungsplan aufzustellen. 
Der Erblasser kann dem Testamentsvollstrecker durch Testament auch weitere Aufgaben übertragen, z. B. den Nachlass für eine bestimmte Zeit für den Erben zu verwalten (§ 2209 BGB). In diesem Fall spricht man von Dauertestamentsvollstreckung und bezeichnet den Testamentsvollstrecker als Verwaltungsvollstrecker. Die Dauertestamentsvollstreckung ist grundsätzlich für höchstens 30 Jahre nach dem Tode des Erblasser möglich (§ 2210 BGB), kann aber auch bis zum Tode des Erben oder des Testamentsvollstreckers angeordnet werden. Die Anordnung einer Dauertestamentsvollstreckung erfolgt im Rahmen eines sogenannten Behindertentestamentes häufig.
Soll der Testamentsvollstrecker (nur) die Erfüllung der Pflichten einer im Testament begünstigten Person überwachen, ohne ein Verwaltungsrecht zu haben, liegt beaufsichtigende Testamentsvollstreckung vor.
Zu den Aufgaben des Testamentsvollstreckers gehört gemäß § 31 Absatz 5 ErbStG auch die Abgabe der Erbschaftsteuererklärung. Der Testamentsvollstrecker muss auch für die Bezahlung der Erbschaftsteuer sorgen, sobald ihm der Steuerbescheid bekanntgegeben wird (§ 32 Absatz 1 ErbStG).

## Verwaltung des Nachlasses bei Testamentsvollstreckung
Der Testamentsvollstrecker hat für die Zeit der Testamentsvollstreckung das ausschließliche Verwaltungsrecht, § 2205 BGB. Er ist insbesondere berechtigt, den Nachlass in Besitz zu nehmen und über die Nachlassgegenstände zu verfügen (z. B. verkaufen). Der Testamentsvollstrecker ist auch berechtigt, Verbindlichkeiten für den Nachlass einzugehen, soweit die Eingehung zur ordnungsmäßigen Verwaltung erforderlich ist, § 2206.
Zu Schenkungen oder anderen unentgeltlichen Verfügungen ist er im Grundsatz nicht berechtigt. Bei Geschäften über Nachlassgegenstände muss dem Nachlass daher grundsätzlich eine gleichwertige Gegenleistung zufließen. Bei der Beurteilung der Gleichwertigkeit der Gegenleistung hat der Testamentsvollstrecker im Rahmen der Grundsätze ordnungsmäßiger Verwaltung einen Ermessensspielraum bei der Preisfindung.
Geschäfte mit sich selbst sind ihm verboten, wenn der Erblasser nichts anderes angeordnet hat (§ 181 BGB). Nicht verboten ist ihm die Erfüllung von Verbindlichkeiten sich selbst gegenüber, etwa die Erfüllung von Vermächtnissen zu seinen Gunsten oder die Entnahme seiner Vergütung.
Der Erbe kann während der Testamentsvollstreckung nicht selbst über die Nachlassgegenstände verfügen (Ausnahme: beaufsichtigende Vollstreckung). Er hat allerdings bestimmte Kontrollrechte (z. B. Auskunftsrecht). Nach herrschender Meinung in der Literatur kann er auch von Dritten, z. B. Banken, Auskunft verlangen (z. B. über ein Nachlasskonto), da eine Auskunft keine „Verfügung“ ist. Um unberechtigte Verfügungen des Erben zu verhindern, wird die Anordnung der Testamentsvollstreckung im Erbschein vermerkt.

## Entlassung des Testamentsvollstreckers
Das Nachlassgericht kann den Testamentsvollstrecker auf Antrag eines Beteiligten entlassen, wenn ein wichtiger Grund vorliegt § 2227 Abs. 1 BGB. Ein solcher Grund ist insbesondere grobe Pflichtverletzung oder Unfähigkeit zur ordnungsgemäßen Geschäftsführung. Die Unfähigkeit kann sich aus einer Untätigkeit ergeben, aber auch aus dem Unvermögen, die Auseinandersetzung des Nachlasses in gehöriger Weise durchzuführen.

## Vergütung des Testamentsvollstreckers
Der Testamentsvollstrecker kann eine angemessene Vergütung verlangen, sofern nicht der Erblasser ein anderes bestimmt hat, § 2221 BGB. Vorrangig kann der Erblasser das „Ob“ und die Höhe der Vergütung in der letztwilligen Verfügung festlegen. Fehlt eine konkrete letztwillige Anordnung des Erblassers zur Höhe der Testamentsvollstreckervergütung, werden im Streitfall von der Rechtsprechung zur Bestimmung der angemessenen Vergütung überwiegend Tabellen herangezogen, nach denen sich das Honorar prozentual am Bruttonachlass orientiert (sog. „Rheinische Tabelle“ von 1925, später die „Empfehlungen des Deutschen Notarvereins für die Vergütung des Testamentsvollstreckers“ von 2004 mit Zu- und Abschlägen). Der Deutsche Notarverein hat diese Vergütungsempfehlungen für Testamentsvollstrecker 2024 grundlegend überarbeitet. Die „Empfehlungen des Deutschen Notarvereins für die Vergütung des Testamentsvollstreckers 2025“ tragen den weiter gestiegenen wirtschaftlichen Anforderungen und der zunehmenden Komplexität der Testamentsvollstreckung Rechnung. Denkbar ist aber auch eine Vergütung nach zeitlichem Aufwand.

## Testamentsvollstreckerzeugnis
Einem Testamentsvollstrecker hat das Nachlassgericht auf Antrag ein Zeugnis über die Ernennung zu erteilen (Testamentsvollstreckerzeugnis), (§ 2368 Abs. 1 BGB). Das Testamentsvollstreckerzeugnis bestätigt also die Person des vom Erblasser oder dem Nachlassgericht bestimmten Testamentsvollstreckers, das Amt beginnt aber schon mit Annahme.
Die Vorschriften über den Erbschein finden auf das Testamentsvollstreckerzeugnis entsprechende Anwendung, (§ 2368 Abs. 3 BGB). Dem Testamentsvollstreckerzeugnis kommt daher wie einem Erbschein Richtigkeitsvermutung (§ 2365) und öffentlicher Glaube (§ 2367BGB) zu.

## Status und Qualifikation des Testamentsvollstreckers
Die Tätigkeit als Testamentsvollstrecker ist eine allgemein erlaubte Rechtsdienstleistung nach § 5 Abs. 2 Nr. 1 Rechtsdienstleistungsgesetz. Steuerrechtlich sind Testamentsvollstreckervergütungen solche aus sonstiger selbständiger Tätigkeit (§ 18 Abs. 1 Nr. 3 EStG), sie sind ähnlich wie die Einkünfte von Freiberuflern zu behandeln, nicht wie die von Gewerbetreibenden.
Jede Person kann Testamentsvollstrecker werden. Eine andere Frage ist, ob die Person auch geeignet ist. Die Person sollte
- wesentlich jünger sein als der Erblasser,
- geschäftlich erfahren sein,
- möglichst ohne eigene Interessen und
- gesund sein.

Viele Testamentsvollstrecker sind Vertraute des Erblassers, zum Beispiel Familienmitglieder oder Freunde.
Daneben gibt es auch berufsmäßige Testamentsvollstrecker. Diese müssen nicht zwingend Rechtsanwälte sein. Häufig übernehmen auch Steuerberater diese Aufgabe. Auch Banken und ihre Mitarbeiter sind regelmäßig bemüht, sich ihren Kunden für diese lukrative Tätigkeit zu empfehlen. Der Testator sollte sorgfältig prüfen, ob überhaupt tatsächlicher Bedarf an einer Testamentsvollstreckung besteht.
Eine bestimmte Berufsausbildung für die Tätigkeit eines Testamentsvollstreckers gibt es nicht, da dieses Berufsbild an sich nicht existiert. Bei Testamentsvollstrecker handelt es sich lediglich um eine Tätigkeitsbeschreibung.
Einige private Vereine (zum Beispiel Arbeitsgemeinschaft Testamentsvollstreckung und Vermögenssorge e. V. (AGT) sowie die Deutsche Vereinigung für Erbrecht und Vermögensnachfolge (DVEV)) verleihen nach einem Lehrgang die (staatlich nicht geschützte) Bezeichnung „Zertifizierter Testamentsvollstrecker“. Diese Bezeichnung bedeutet nicht unbedingt, dass die Person praktische Erfahrung hat. Der Bundesgerichtshof hat entschieden, dass die Bewerbung als „zertifizierter Testamentsvollstrecker“ irreführend ist, insoweit der unzutreffende Eindruck vermittelt wird, dass es den Beruf des Testamentsvollstreckers gebe und wenn der Bewerber keine hinreichenden praktischen Fähigkeiten auf dem Gebiet der Testamentsvollstreckung aufweisen kann.